# Подпорож'є
Подпорож'є, Підпоріжжя (рос. Подпорожье) — місто Подпорозького району Ленінградської області Росії. Адміністративний центр Подпорозького міського поселення.
Населення — 18 733 осіб (2010 рік).

## Відомі люди
- Печевистий Олег Вікторович (1973—2023) — російський воєначальник, учасник багатьох військових конфліктів.